# Martial Corneville
Martial Corneville (auch Martial Cornville) ist ein Friseur und Perückenmacher beim Film, der seit Beginn seiner Karriere Ende der 1980er Jahre an rund 40 Film- und Fernsehproduktionen beteiligt war. Er arbeitet regelmäßig mit Glenn Close zusammen. Bei der Oscarverleihung 2012 wurde Corneville für seine Arbeit bei Albert Nobbs zusammen mit Lynn Johnson und Matthew W. Mungle für den Oscar in der Kategorie Bestes Make-up und beste Frisuren nominiert. Er wurde zudem 2004 für einen Emmy und 1997 für einen British Academy Film Award in der Kategorie Beste Maske nominiert. 

## Filmografie (Auswahl)
- 1989: Manon Roland (Fernsehfilm)
- 1990–1996: Imogène (Fernsehserie)
- 1991: Zauber der Venus (Meeting Venus)
- 1993: Das Geisterhaus (The House of the Spirits)
- 1993: La vis (Kurzfilm)
- 1994: Ma soeur est un chic type (Fernsehfilm)
- 1996: 101 Dalmatiner
- 1997: Paradise Road
- 1999: Winters End – Wiederkehr der Liebe (Winters End, Fernsehfilm)
- 1999: Cookie’s Fortune – Aufruhr in Holly Springs (Cookie’s Fortune)
- 2000: Gefühle, die man sieht – Things You Can Tell (Things You Can Tell Just by Looking at Her)
- 2001: The Safety of Objects (hair designer: Glenn Close)
- 2001: South Pacific (Fernsehfilm)
- 2001: South Pacific: On Location with Glenn Close (Fernsehfilm)
- 2001: The Ballad of Lucy Whipple (Fernsehfilm)
- 2003: Der Löwe im Winter (The Lion in Winter, Fernsehfilm)
- 2003: Eine Affäre in Paris (Le Divorce)
- 2004: Die Frauen von Stepford (The Stepford Wives)
- 2004: Attentat auf Richard Nixon (The Assassination of Richard Nixon)
- 2004: Great Performances (Fernsehserie)
- 2005: The Shield – Gesetz der Gewalt (The Shield, Fernsehserie)
- 2005: Heights
- 2006: Die Super-Ex (My Super Ex-Girlfriend)
- 2006: Will & Grace: Say Goodnight Gracie (Fernsehfilm)
- 2007: P.S. Ich Liebe Dich (P.S. I Love You)
- 2007: Der Krieg des Charlie Wilson (Charlie Wilson’s War)
- 2007: Married Life
- 2007: Damages – Im Netz der Macht (Damages, Fernsehserie)
- 2007: Das Bourne Ultimatum (The Bourne Ultimatum)
- 2008: Living Proof (Fernsehfilm)
- 2008: Synecdoche, New York
- 2008: Sex and the City – Der Film (Sex and the City: The Movie)
- 2008: Zurück im Sommer (Fireflies in the Garden)
- 2009: Männer, die auf Ziegen starren (The Men Who Stare at Goats)
- 2010: Sex and the City 2
- 2011: Peace, Love, & Misunderstanding
- 2011: Albert Nobbs
- 2011: Mildred Pierce (Fernseh-Mehrteiler)
- 2013: Blood Ties

## Auszeichnungen (Auswahl)
- 1997: British Academy Film Award in der Kategorie Beste Maske für 101 Dalmatiner (zusammen mit Lynda Armstrong, Colin Jamison und Jean-Luc Russier)[1]
- 2004: Emmy-Nominierung für Der Löwe im Winter (zusammen mit Silke Lisku und Klári Szinek)[2]
- 2012: Oscar-Nominierung in der Kategorie Bestes Make-up und beste Frisuren für Albert Nobbs (zusammen mit Lynn Johnson und Matthew W. Mungle)[3]